# Hôtel de ville d'Antony
L'hôtel de ville d'Antony est un bâtiment administratif se trouvant dans la ville d'Antony dans les Hauts-de-Seine.

## Historique

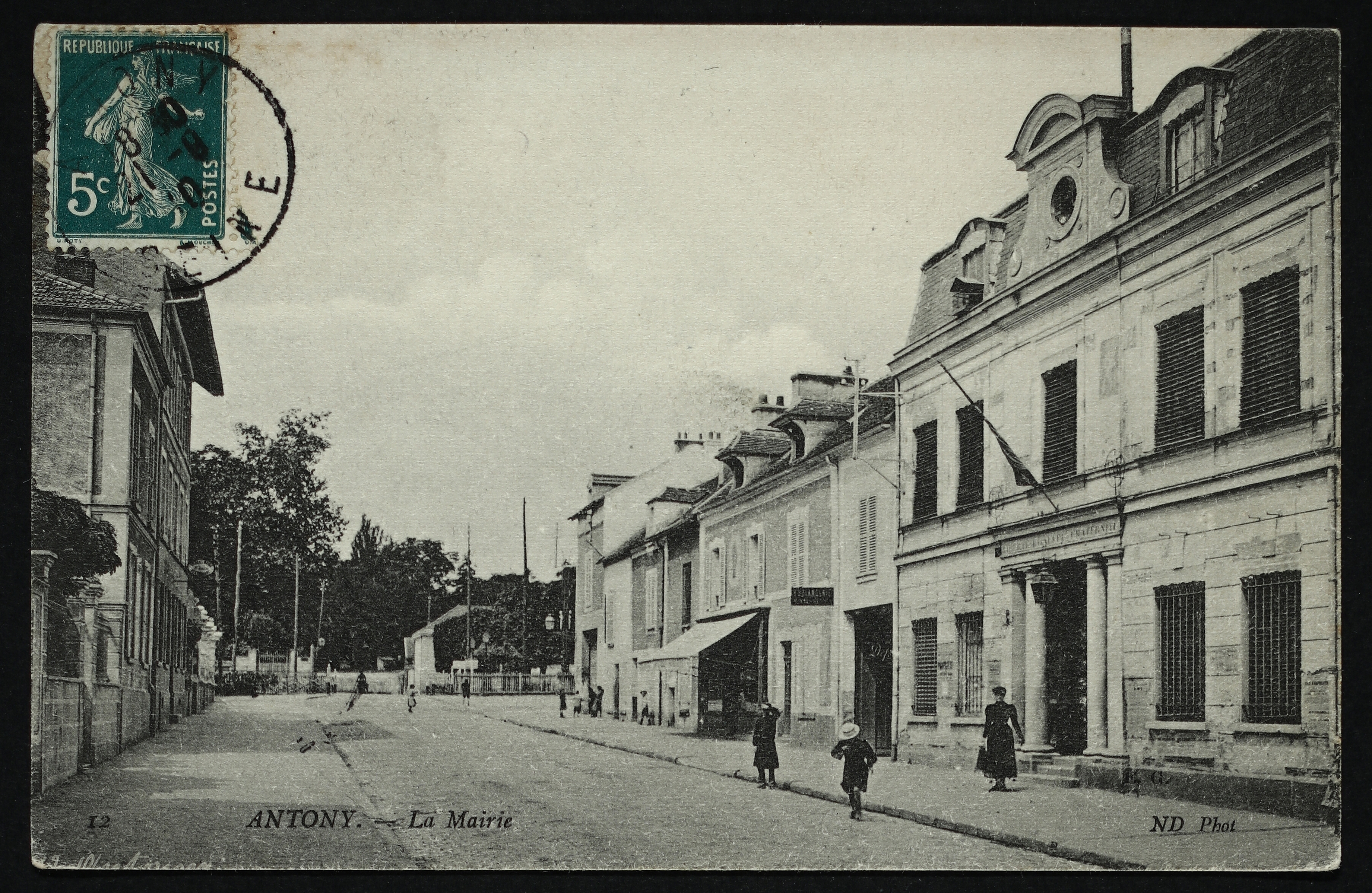
L'ancienne mairie vers 1900.

Dès 1793, la municipalité choisit un petit local, peut-être situé près de l'église, pour servir de mairie.
Une ordonnance royale du 1er juillet 1835 décide de l'acquisition d'un terrain auprès du sieur Gau et de la construction d'un bâtiment servant « de maison commune et d'école, avec un corps de garde ». L'architecte en est Auguste Molinos, tandis que l'architecte Barbier l'agrandit en 1881. Il sera desaffecté en 1927 et servira de commissariat de police, avant d'ëtre démoli dans les années 1980. Des éléments tels que les colonnes en sont toujours visibles au no 44, rue Auguste-Mounié.

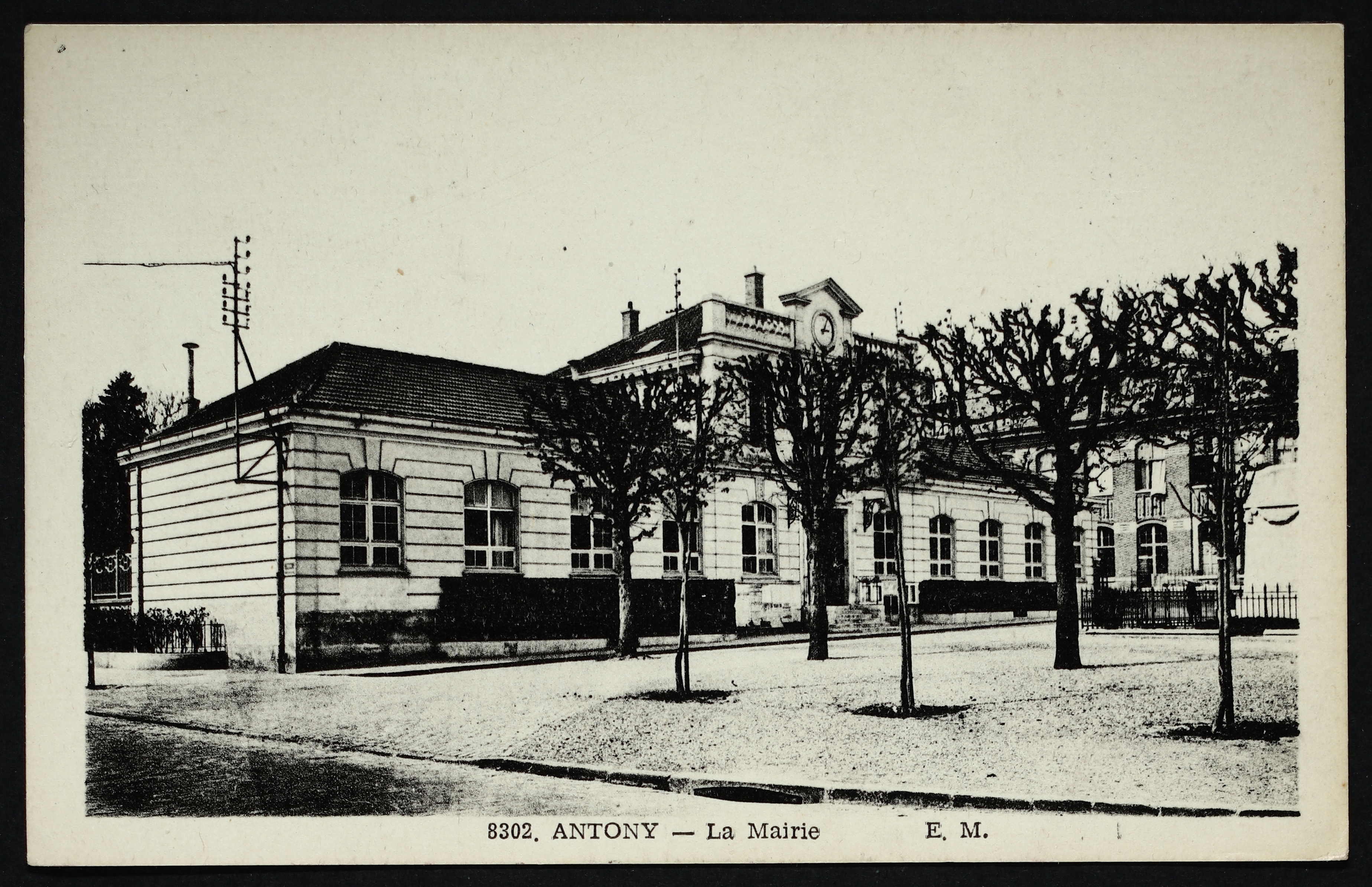
La mairie vers 1900, aujourd'hui tribunal d'Instance.

En 1927, décision est prise du choix d'un nouvel édifice, en l'occurrence  l’école des garçons. Il sera à son tour abandonné en 1969 et servira d'abord de perception puis aujourd'hui de tribunal d'Instance.
Le bâtiment actuel, œuvre de l'architecte Georges Félus, date de 1970.

## Description

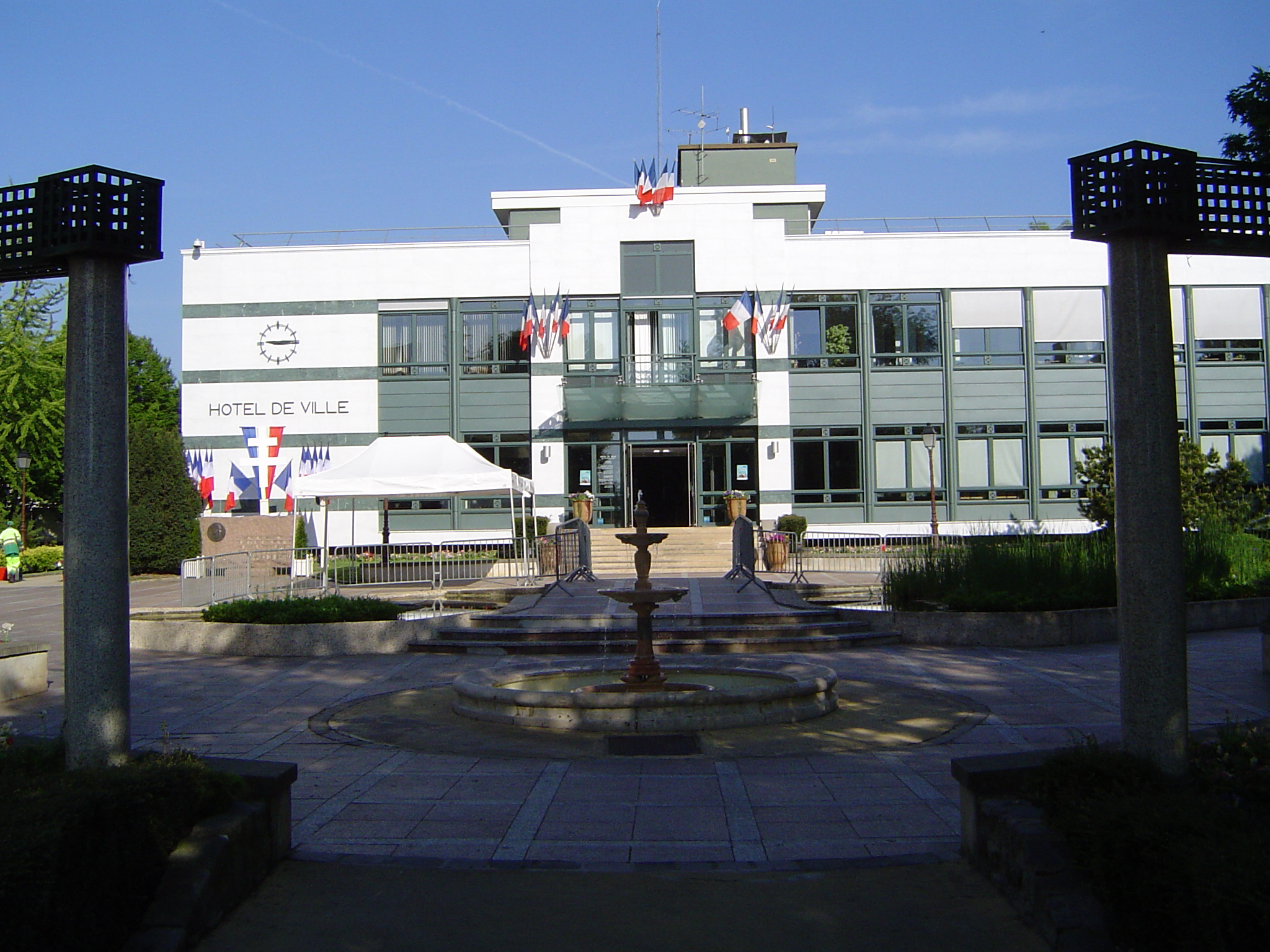
Hôtel de ville, le 8 mai 2008.

Il est inauguré le 19 juin 1970.

## Pour approfondir